# ラッシュアワー (映画)
『ラッシュアワー』（原題：Rush Hour）は1998年に公開されたアメリカ映画。

## 概要
本作はジャッキー・チェンが出演した米国映画で初めて米国国内での興行収入が1億ドルを突破した作品で、ジャッキーとクリス・タッカーが共演した刑事コンビ映画であり、コメディとアクションを交えた構成となっている。
コメディのセリフの滑稽さを表現するために日本語字幕監修にナインティナインが起用されている。
『ラッシュアワー』シリーズ三部作を通して劇中にザ・ビーチ・ボーイズの"カルフォルニア・ガールズ"が使われている。また、エドウィン・スターの「War」が一種のテーマソングとして使用されており、1、3ではエンディングシーンなど、2では劇中予告で使われている。
2014年10月1日、ワーナー・ブラザース・テレビジョンがテレビドラマ化の企画を発表した。2016年3月31日よりアメリカCBSにてブレット・ラトナーが製作総指揮を務めるリメイク版『ラッシュアワー』の放送が開始されるが、5月17日にシーズン1での放送打ち切りが決まったことが判明した。

## ストーリー
香港警察のリー警部（ジャッキー・チェン）は、香港政庁のハン（ツィ・マー）と協力して、香港マフィアのジュン・タオから美術品の奪還に成功する。2か月後、在ロサンゼルス中国総領事となっていたハンは、ジュン・タオに誘拐された娘スー・ヤン（ジュリア・スー）を取り返すため香港からリーを呼び出す。しかし、捜査を担当するFBIのラス捜査官（マーク・ロルストン）は余所者のリーの参加に難色を示し、リーを捜査に介入させないためにロサンゼルス市警察に彼の監視を依頼する。市警のディール警部（フィリップ・ベイカー・ホール）は、独断で爆弾の密売人を検挙するために騒動を起こして停職処分を受けていたカーター（クリス・タッカー）にリーの監視を押し付ける。
自分が馬鹿にされていると感じたカーターは、FBIや市警の同僚を見返すため独断で捜査を始め、中国人グループが銃や爆弾を買い漁っていることを突き止める。一方、カーターの監視を振り切ったリーは総領事館に向かいハンと面会し、遅れて到着したカーターと共に捜査に加わる。その直後に、ジュン・タオの部下サン（ケン・レオン）から身代金の要求の電話がかかり、逆探知して居場所を突き止めたラス捜査官は他の捜査官を率いて街中のビルに急行する。しかし、ビルの中には誰もおらず、捜査官たちはサンが仕掛けた爆弾によって全滅する。リーとカーターはサンを発見して追跡するが、コンビネーションの乱れから取り逃がしてしまう。
カーターはサンが現場に落とした機械が爆弾のリモコンであると知り、市警の留置所に向かい自分が検挙した爆弾密売人のクライブ（クリス・ペン）から爆弾の買い手の情報を聞き出す。二人はクライブからの情報を頼りに中華街の中華料理店に潜入するが、ジュン・タオに見付かってしまい店内で乱闘になった挙句、ジュン・タオに逃げられてしまう。乱闘騒ぎのせいで身代金の受け渡しに失敗したため、二人は捜査から外されリーは香港に帰国を命じられてしまう。しかし、カーターはリーを説得して捜査を続行し、身代金の受け渡し場所である中国博覧会の会場に潜入する。
会場に潜入したカーターは、会場に居合わせた香港警察のトーマス・グリフィン警視長（トム・ウィルキンソン）が、中国料理店で見かけた男と同一人物であり、彼がジュン・タオであると確信して騒ぎを起こす。正体が露見したグリフィンはスー・ヤンを人質にするが、カーターに奪還されFBIと彼の部下が銃撃戦を始める。グリフィンはラスから身代金を奪い逃亡用のヘリがある屋上に向かうが、追ってきたリーと揉み合いになり転落死する。事件の解決後、カーターはラスからFBIに勧誘されるが断り、休暇を過ごすためにリーと共に香港行きの飛行機に乗り込む。

## キャスト・登場人物
| 役名                                      | 俳優                         | 日本語吹替 | 日本語吹替 |
| 役名                                      | 俳優                         | ソフト版   | 機内上映版 |
| ----------------------------------------- | ---------------------------- | ---------- | ---------- |
| リー警部                                  | ジャッキー・チェン           | 石丸博也   | 石丸博也   |
| ジェームズ・カーター刑事                  | クリス・タッカー             | 山寺宏一   | 三ツ矢雄二 |
| トーマス・グリフィン警視長 （ジュンタオ） | トム・ウィルキンソン         | 糸博       |            |
| サン                                      | ケン・レオン                 | 落合弘治   |            |
| ハン総領事                                | ツィ・マー                   | 大滝進矢   |            |
| ジョンソン                                | エリザベス・ペーニャ         | 佐々木るん |            |
| ディール警部                              | フィリップ・ベイカー・ホール | 藤本譲     |            |
| ラス捜査官                                | マーク・ロルストン           | 石塚運昇   |            |
| スタッキー                                | ジョン・ホークス             | 幹本雄之   |            |
| ルーク                                    | クリフトン・パウエル         | 大友龍三郎 |            |
| スー・ヤン                                | ジュリア・スー               | 米丘ゆり   |            |
| ホイットニー                              | レックス・リン               | 福田信昭   |            |
| クライブ                                  | クリス・ペン                 | 掛川裕彦   |            |
| ボビー                                    | バリー・シャバカ・ヘンリー   | 北川勝博   |            |
| タクシー運転手                            | ジーン・ルベル               | 北川勝博   |            |
| 警察官                                    | ラリー・サラバンJr           | 松本大     |            |
| 警察官                                    | カイ・レノクス               | 吉田孝     |            |
| ウエイトレス                              | アイ・ワン                   | 村井かずさ |            |
| ウエイトレス                              | リディア・ルック             | 高田より子 |            |

リー警部
香港警察の警部。武術の達人でもある。
正義感の塊のような人物であり、同じく警察官だった父親（リー曰く「伝説の警官だった」）を尊敬している。それ故に事件をなんとか解決しようと奔走する。
ジェームズ・カーター刑事
LAPDの刑事。ウイットとジョーク、セクハラと強引な捜査方法を絶やさない問題刑事だが、事件に対する嗅覚は確かなものがある。
リーとは水と油で全く合わない部分も多いが、警察官だった父親を尊敬している点など、いくつか共通している所もある。
トーマス・グリフィン警視長
警視長。その正体は国際的犯罪組織のリーダー、ジュンタオ。
サン
ジュンタオの部下。組織の幹部。
ハン総領事
中国領事。リーとは協力して事件を解決したことがあり、その時から立場と職務を超えた友情を持っている。
愛する娘をなんとか救おうと真摯に行動しており、家族仲も良好であることが窺える。
ジョンソン
LAPDの爆発物のスペシャリストを目指す女性。シミュレーションでは失敗続きで上官に叱られていたが、それでも専門知識はきちんと学んでおり、素人とは明確な差がある。
リーとカーターに協力し、中国博覧会会場での決戦に挑んだ。そこではヤンに着せられたC3爆弾入りのジャケット（不用意に脱がせようとすると爆発する危険極まりないもの）を見事に解体し、ぶっつけ本番で成功させるという快挙を成し遂げた。
スー・ヤン
ハンの娘。11歳。リーとは父であるハンを通じて知り合っており、カンフーの先生として（本格的なものではないが）師事している間柄でもある。
誘拐された時はさすがに怯えていたが、最後のリーとのやりとりから察するに、本来はかなり勝ち気な性格であることが窺える。
クライブ
序盤でカーターに逮捕された犯罪者。犯罪に手を染めているだけあり、場合によっては人を襲う暴力性を持つ。が、リーがスーヤンのことで事情聴取に来た際、最初は話をはぐらかしながらも次第にリーの真剣な気持ちを認めて話すようになるなど、一応の情は持ち合わせている。

## スタッフ
- 監督：ブレット・ラトナー
- 脚本：ジム・コーフ、ロス・ラマンナ
- 製作：ロジャー・バーンバウム、アーサー・サルシキアン、ジョナサン・グリックマン
- 製作総指揮：ジェイ・スターン
- 音楽：ラロ・シフリン
- 撮影：アダム・グリーンバーグ
- 編集：マーク・ヘルフリッチ
- 製作会社：ニュー・ライン・シネマ

日本語版制作スタッフ
- 演出：春日一伸
- 翻訳：武満眞樹
- 調整：高橋慶美
- 制作：ニュージャパンフィルム

## 評価
本作は公開第1週で興行収入3,300万ドルの収益を上げ、北米興収1位となった。最終的にアメリカでは1億4,000万ドル、世界では2億4,400万ドルの収益を上げた.。また、Rotten Tomatoesでは60%の支持を得ており、Metacriticでは23件のレビューが寄せられ、60/100の評価となっている。ロジャー・イーバートはスタントマンを用いずにアクションシーンに挑んだジャッキー・チェンの演技を称賛し、同時にクリス・タッカーのコミカルな演技と合わさり効果的な作品になったと評価している。
ジャッキー自身は『ラッシュアワー』シリーズが好きではないことを自身のブログで公言している。「第一作に出演を決めた理由は米国の映画マーケットを試すためであり、作品自体に期待はしていなかった。撮影終了時には作品内容にもアクションシーンにもがっかりした。アクションのスタイルがアメリカ的すぎて気にいらなかった。アメリカ的なユーモアも良く分からなかった」と語っている。

## Blu-ray/DVD
ワーナー・ブラザース・ホームエンターテイメントよりBlu-ray DiscとDVDが発売。2020年10月9日以降NBCユニバーサルが販売。
- Blu-ray
  - ラッシュアワー　品番：CWBAQ11098　発売日：2010年10月6日

- DVD
  - ラッシュアワー　品番：WTBN4717　発売日：2010年10月6日